# August Weismann
August Weismann tên đầy đủ của ông là August Friedrich Leopold Weismann (phát âm theo tiếng Anh: /ˈɑgəst ˈwaɪsmən/; ở tiếng Việt thường đọc: /vây-xơ-man/) là bác sĩ, giáo sư sinh học người Đức, nổi tiếng là người nghiên cứu đầu tiên về sinh học tiến hoá, có lý thuyết khoa học về kế thừa trước cả Mendel; thành viên của Hội Vương thất Luân Đôn, giám đốc của Viện Động vật học và là Giáo sư Động vật học đầu tiên tại Freiburg. Ernst Mayr đã xếp ông là nhà lý thuyết tiến hóa thứ hai trong thế kỷ 19, sau Saclơ Đacuyn.
Đóng góp chính của ông cho khoa học là lý thuyết dòng mầm, đã từng tạo nên trong khoa học đương thời của thế kỷ 19 một lí thuyết khoa học gọi là học thuyết Weismann hay chủ nghĩa Weismann (Weismannism), theo đó sự kế thừa (di truyền) của một sinh vật đa bào sinh sản hữu tính chỉ thực hiện được nhờ các giao tử như tế bào trứng và tế bào tinh trùng mà ông gọi là tế bào mầm.
Hiệu quả sự di truyền này là một chiều: các tế bào mầm tạo ra các tế bào xôma mà không thể truyền ngược lại từ xôma sang tế bào mầm, do đó không thể truyền sang thế hệ tiếp theo.

## Tiểu sử

### Thời niên thiếu
- Weismann sinh ngày 17 tháng 1 năm 1834, là con trai của một giáo viên trung học Johann (Jean) Konrad Weismann (1804 - 1880), tốt nghiệp ngôn ngữ và thần học cổ đại, và vợ là Elise (1803 - 1850) sinh ở Lzigbren - con gái của ủy viên hội đồng quận và thị trưởng Stade. Ông sinh ngày 17 tháng 1 năm 1834 tại Frankfurt am Main, trong thời học sinh, đã được hưởng nền giáo dục tư sản điển hình ở Đức thế kỷ 19, học tập âm nhạc từ năm bốn tuổi, học vẽ của thày dạy là Jakob Becker (1810 - 1872) tại Học viện Frankfurter Städelsche từ năm 14 tuổi. Giáo viên dạy dương cầm của Weismann là một nhà sưu tầm bướm nhiệt tình và có ảnh hưởng tới hướng nghiên cứu khoa học tự nhiên sau này.
- Một người bạn của gia đình là nhà hóa học Friedrich Wöhler Wöhler (1800 - 1882) đã khuyên Weismann theo học ngành y. Nhờ thừa kế tài sản của mẹ, Weismann đã tiếp tục học ở Göttingen. Sau khi tốt nghiệp năm 1856, anh đã viết luận án về sự tổng hợp axit hippuric trong cơ thể người

### Sự nghiệp
Ngay sau khi tốt nghiệp, Weismann đảm nhận chức vụ trợ lý tại Städtische Klinik (phòng khám thành phố) ở Rostock. Weismann đã xuất bản hai bài báo chuyên môn (một về axit hippuric ở động vật ăn cỏ và một về hàm lượng muối của biển Baltic) và giành được hai giải thưởng. Tuy nhiên, bài báo về "hàm lượng muối" đã ngăn cản Weismann trở thành một nhà hóa học, vì tự cảm thấy mình chưa đủ sâu sắc.
Vào năm 1868, Weismann tốt nghiệp bác sĩ và định cư tại Frankfurt. Trong cuộc chiến giữa Áo, Pháp và Ý năm 1859, Weismann là một Giám đốc Y tế trong quân đội.
Sau phục viên ở Paris, ông làm việc với Rudolf Leuckart tại Đại học Gießen. Ông trở về Frankfurt với tư cách là bác sĩ riêng cho Archduke Stephen của Áo tại lâu đài Schaumburg từ năm 1861 đến 1863.
Từ năm 1863, ông là chuyên gia về giải phẫu so sánh và động vật học; từ 1866 làm giáo sư và từ năm 1873 trở thành giáo sư chính thức đầu tiên trong ngành động vật học và là giám đốc của Viện động vật học tại Đại học Albert Ludwig của Freiburg ở Breisgau. Ông nghỉ hưu năm 1912, mất ngày 5 tháng 11 năm 1914.

## Gia đình
Năm 1867, ông kết hôn với Mary Dorothea Gruber.
Con trai của họ là Julius Weismann (1879-1950) - một nhà soạn nhạc.

## Cống hiến và vinh danh
Cống hiến chủ yếu của ông cho khoa học là thuộc về lĩnh vực sinh học tiến hoá; ngoài ra, ông là người duy nhất trước Mendel đề cập tới cơ chế di truyền.

### Từ 1868 - 1882
Weismann ủng hộ học thuyết tiến hoá Đacuyn (của Charles Darwin) và phản đối sự "di truyền tính tập nhiễm" trong học thuyết Lamac (Lamarckian).

### 1882–1895
Trong giai đoạn này, ông có quan niệm rằng sự kế thừa (di truyền) không thể thực hiện mà không qua sinh sản hữu tính: trong một bài giảng vào năm 1883, với tựa đề "Về thừa kế" ("Über die Vererbung"), ông nêu ra rằng trong tổ kiến thì nhóm kiến không sinh sản được (kiến thợ và kiến lính) không thể truyền cho đời sau đặc điểm chúng có bằng sự kế thừa các tính trạng thu được (tính tập nhiễm) vì chúng không sinh sản được. Từ đó ông có ý tưởng về "dòng mầm".

### 1896–1910
Trong giai đoạn này, Weismann đã nghiên cứu về phôi học ở nhím biển, từ đó đã quan sát thấy các loại phân bào khác nhau, với các thuật ngữ mà ông đặt ra là Äquatorialteilung và Reduktionsteilung (tương đương với nguyên phân và giảm phân sau này).
Ông đã hoàn thiện lý thuyết dòng mầm của mình. Về sau, ý tưởng này đã được soi sáng và giải thích bằng việc khám phá lại công trình của Gregor Mendel trong những năm đầu của thế kỷ 20.

##### Giải thưởng
Huân chương Darwin-Wallace của Hiệp hội Linnean ở London vào năm 1908.

## Tác phẩm đã xuất bản của Weismann
- 1868. Über die Berechtigung der Darwin'schen Theorie: Ein akademischer Vortrag gehalten am 8. Juli 1868 in der Aula der Universität zu Freiburg im Breisgau. Engelmann, Leipzig.
- 1872. Über den Einfluß der Isolierung auf die Artbildung. Engelmann, Leipzig.
- 1875. Studien zur Descendenz-Theorie. I. Ueber den Saison-Dimorphismus der Schmetterlinge. Leipzig.
- 1876. Studien zur Descendenztheorie: II. Ueber die letzten Ursachen der Transmutationen. Leipzig.
- 1883. Die Entstehung der Sexualzellen bei den Hydromedusen: Zugleich ein Beitrag zur Kenntniss des Baues und der Lebenserscheinungen dieser Gruppe. Fischer, Jena.
- 1885. Die Continuität des Keimplasmas als Grundlage einer Theorie der Vererbung. Fischer, Jena.
- 1887. Zur Frage nach der Vererbung erworbener Eigenschaften. In: Biol. Zbl. 6:33–48
- 1887. Über die Zahl der Richtungskörper und über ihre Bedeutung für die Vererbung. Fischer, Jena.
- 1889 Translations: Essays upon Heredity Oxford Clarendon Press – Full online text[11]
- 1892. Das Keimplasma: eine Theorie der Vererbung. Fischer, Jena.
- 1893 Translation: Germ-Plasm, a theory of Heredity Charles Scribner's Sons – Full online text
- 1892. Aufsätze über Vererbung und angewandet biologische Fragen Lưu trữ ngày 27 tháng 11 năm 2005 tại Wayback Machine. Fischer, Jena.
- 1893. Die Allmacht der Naturzüchtung: eine Erwiderung an Herbert Spencer. Jena.
- 1902. Vorträge über Deszendenztheorie: Gehalten an der Universität zu Freiburg im Breisgau. Fischer, Jena. 2 volums